# سالی هارمسن
سالی هارمسن (هلندی: Sallie Harmsen؛ زادهٔ ۲ مهٔ ۱۹۸۹) بازیگر اهل هلند است.
از فیلم‌ها یا مجموعه‌های تلویزیونی که وی در آن‌ها نقش داشته است می‌توان به بلید رانر ۲۰۴۹ اشاره نمود.